# Skogskungsfiskare
Skogskungsfiskare (Todiramphus macleayii) är en fågel i familjen kungsfiskare inom ordningen praktfåglar. Den förekommer i skogsområden i norra och östra Australien samt på Nya Guinea. Fågeln minskar i antal men beståndet anses vara livskraftigt.

## Utseende
Skogskungfiskaren är vit undertill och lysande blå ovan i olika nyanser. Framför ögat syns en vit fläck. I flykten uppvisar den stora vita vingpaneler.

## Utbredning och systematik
Skogskungsfiskare delas in i tre underarter med följande utbredning:
- Todiramphus macleayii elizabeth – förekommer i östra Nya Guinea
- Todiramphus macleayii macleayii – häckar i norra Australien (norra Northern Territory), övervintrar på Sermata Island (Små Sundaöarna)
- Todiramphus macleayii incinctus – förekommer från östra Queensland till New South Wales, övervintrar i östra Nya Guinea och Kaiöarna

## Levnadssätt
Fågeln är som namnet avslöjar skogslevande och inte bunden till vatten olikt många andra kungsfidskare. Den ses ofta sitta väl synligt på kraftledningar och uppe i träd.

## Status och hot
Arten har ett stort utbredningsområde, men tros minska i antal, dock inte tillräckligt kraftigt för att den ska betraktas som hotad. Internationella naturvårdsunionen IUCN listar arten som livskraftig (LC).

## Namn
Fågelns vetenskapliga artnamn hedrar Alexander Macleay (1767-1848), brittisk entomolog och samlare av specimen.